# Kurt Matthias Linicus
Kurt Matthias Linicus (* 4. Juni 1921 in Trier; † 9. November 2018) war ein deutscher Kommunalpolitiker der CDU und Vorstandsmitglied des SOS-Kinderdorf e. V., dessen Verwaltungsratsvorsitzender er anschließend war.

## Leben
Linicus war von 1952 bis 1985 Landrat des Landkreises Merzig-Wadern.
Er war einer der Gründerväter des SOS-Kinderdorfes Saar in Merzig und langjähriger SOS-Landesstellenleiter im Saarland. 2003 schied er aus der Landesstelle des SOS-Kinderdorfes im Saarland aus. Diese Stelle wurde danach aufgelöst.

## Auszeichnungen
- 2003: Saarländischer Verdienstorden
- Bundesverdienstkreuz (1. Klasse)

## Schriften
- als Herausgeber: Der Kreis Merzig-Wadern, Theiss, Stuttgart/Aalen 1972, ISBN 3-8062-0107-2